# داروهای روان‌پزشکی
داروهای روان‌پزشکی در گذشته به پنج طبقهٔ اصلی تقسیم می‌شدند: داروهای ضد اضطراب، ضد روان پریشی، تثبیت‌کنندهٔ خلق، ضد افسردگی و محرک. اگرچه اکنون دیگر در منابع علمی این تقسیم‌بندی چندان پذیرفته نیست (و بسیاری از داروها کاربرد چندگانه دارند) ولی با توجه به ساده و مفید بودن این تقسیم‌بندی هنوز هم گاهی از آن برای آشنایی کلی با داروها استفاده می‌شود.

## داروهای ضداضطراب
داروهای ضداضطراب علاوه بر ایجاد حس رفع تنش عضلانی، احساس آرامش و آسودگی را نیز به همراه می‌آورند. این داروها در درمان اختلال‌های اضطراب مورد استفاده قرار گرفته‌اند. معروفترین خانواده از این دسته داروها بنزودیازپین‌ها هستند که تعدادی از شناخته شده‌ترین داروهای این دسته عبارتند از دیازپام، کلردیازپوکساید و آلپرازولام. این داروها با اثر بر گیرنده‌های گابا که نوعی انتقال‌دهنده عصبی (نوروترنسمیتر) مهاری در مغز می‌باشد، تحریک نورونی را کاهش می‌دهند و باعث کاهش اضطراب و تنش می‌شوند. پروپرانولول در واقع از دسته داروهای ضداضطراب نیست ولی با کاهش علایم فعالیت سمپاتیک می‌تواند تاحد زیادی اثر ضداضطرابی و آرام بخشی داشته باشد..

## داروهای ضدروان پریشی
داروهای ضدروان‌پریشی، یا آنتی سایکوتیکها برای درمان اختلال‌هایی مانند اسکیزوفرنی ساخته شده‌اند، اما در درمان اختلالات دیگری مثل تیک و به عنوان درمان کمکی در اختلالات خلقی هم کاربرد دارند. این گونه داروها تأثیر آرام‌کننده یا آرام بخش زیادی دارند. تأثیر اصلی این گونه داروها کاهش یا حذف نشانه‌های روان پریشی از جمله توهم، هذیان، رفتارها و گفتارهای آشفته، گوشه‌گیری و بی‌احساسی است و صرفاً برای آرام نگاهداشتن بیماران ساخته نشده‌اند. کلروپرومازین، فلوفنازین، تیوریدازین، هالوپریدول، تری فلوپرازین، پرفنازین، پیموزاید، اُلانزاپین، کلوزاپین، ریسپریدون، کوئتیاپین، زیپراسیدون و آری پیپرازول از جمله داروهای ضدروان پریشی هستند..

## داروهای تثبیت‌کنندهٔ خلق
داروهای تثبیت‌کنندهٔ خُلق، درمان اصلی برای بیماران مبتلا به اختلالات دوقطبی است. لیتیم (پزشکی)، والپروات سدیم، و کاربامازپین اصلی‌ترین داروهای تثبیت‌کننده خلق هستند. داروهای دیگری مثل لاموتریژین و زونیسامید هم از این دسته داروها هستند ولی معمولاً در خط اول درمان قرار ندارند. سه داروی اول هم روی دوره‌های شیدایی اثر دارند و هم دوره‌های افسردگی، اما لاموتریژین بیشتر در درمان دوره‌های افسردگی مؤثر است. هر یک از این داروها اشکال دارویی و اسامی تجاری مختلفی دارند؛ مثلاً برخی از اسامی دیگر والپروات سدیم عبارتند از دپاکین، اورلپت و دی والپروئکس. گیاه حاوی این ترکیب سنبل طیب است (والپوتریک اسید)

## داروهای ضد افسردگی
داروهای ضد افسردگی، برای درمان اختلال‌های افسردگی ساخته شده‌اند، اما در واقع در درمان بسیاری از اختلالات دیگر روانپزشکی مثل اختلالات اضطراب، اختلالات خوردن و اختلالات کنترل تکانه هم کاربرد دارند. کسانی که از افسردگی رنج می‌برند، معمولاً با یکی از انواع داروهای ضدافسردگی درمان می‌شوند. برخلاف بنزودیازپین‌ها هیچ‌کدام از این داروها باعث ایجاد وابستگی یا اعتیاد به دارو نمی‌شوند. البته این به آن معنی نیست که در هر زمانی و به صورت ناگهانی می‌توان دارو را قطع کرد. قطع ناگهانی دارو ممکن است عوارض گذرایی داشته باشد که برای چند روز فرد را آزرده کند.
انواع داروهای ضدافسردگی عبارتند از:
1. ضدافسردگی‌های سه‌حلقه‌ای: (از این جهت سه حلقه‌ای نامیده می‌شوند که در ساختار شیمیایی آن‌ها سه حلقه وجود دارد) مانند ایمی پرامین، آمی تریپتیلین و نورتریپتیلین.
2. مهارکننده‌های مونوآمین اکسیداز (MAO) مانند ترانیل سیپرومین، فنلزین و سلژیلین. که باید مصرف‌کنندگان این دسته دارویی از غذاهای حاوی تیرامین مانند پنیرهای پرورده اجتناب کنند.
3. مهارکننده‌های انتخابی بازجذب سروتونین (SSRI)، جذب مجدد سروتونین را در سیناپس بازداری می‌کنند. SSRIها عوارض جانبی کم‌تری دارند مانند فلوکستین، پاروکستین و داروهای جدیدتر مانند سیتالوپرام و سرترالین.

ضد افسردگی‌های سه‌حلقه‌ای و بازدارنده‌های MAO از طریق مکانیسم‌های گوناگونی اثر می‌کنند، اما به نظر می‌رسد که هر دو با افزایش عمل نوراپی نفرین و سروتونین افسردگی را کاهش می‌دهند.